# Battaglia di Nola (215 a.C.)
La seconda battaglia di Nola venne combattuta nel 215 a.C. fra l'esercito cartaginese e quello romano, condotto dal propretore, Marco Claudio Marcello. Fu il secondo tentativo di occupare la città da parte del condottiero cartaginese, che si concluse anch'esso a favore dei Romani. Esso rappresentò un fondamentale successo contro l'esercito di Annibale, dando così ai Romani una speranza migliore per l'esito finale della guerra.

## Contesto storico
Dopo la schiacciante vittoria a Canne (216 a.C.), Annibale raggiunse i primi importanti risultati politico-strategici. Alcuni centri cominciarono a abbandonare i Romani, come Campani, Atellani, Calatini, parte dell'Apulia, i Sanniti (ad esclusione dei Pentri), tutti i Bruzi, i Lucani, gli Uzentini e quasi tutto il litorale greco, i Tarentini, quelli di Metaponto, di Crotone, di Locri e tutti i Galli cisalpini, e poi Compsa, insieme agli Irpini. Annibale, con il grosso dell'esercito, si diresse in Campania dove riuscì ad ottenere dopo una serie di trattative la defezione di Capua che a quell'epoca era ancora, per importanza, la seconda città della penisola, dopo Roma.
Dopo aver ottenuto l'alleanza della seconda città più popolosa della penisola italica, dopo Roma, riprese le operazioni in Campania, tentando invano di conquistare Nola, con la speranza che anche questa città si arrendesse senza far ricorso alle armi. Fu solo l'arrivo dell'esercito del pretore Marco Claudio Marcello a far cambiare i piani di Annibale, il quale abbandonò Nola e si diresse su Nuceria, che fu saccheggiata e data alle fiamme. Il condottiero cartaginese, avendo perduto la speranza di poter occupare Nola, dopo un primo tentativo in cui sembra abbia perduto quasi tremila armati, si diresse su Acerra.

### Casus belli

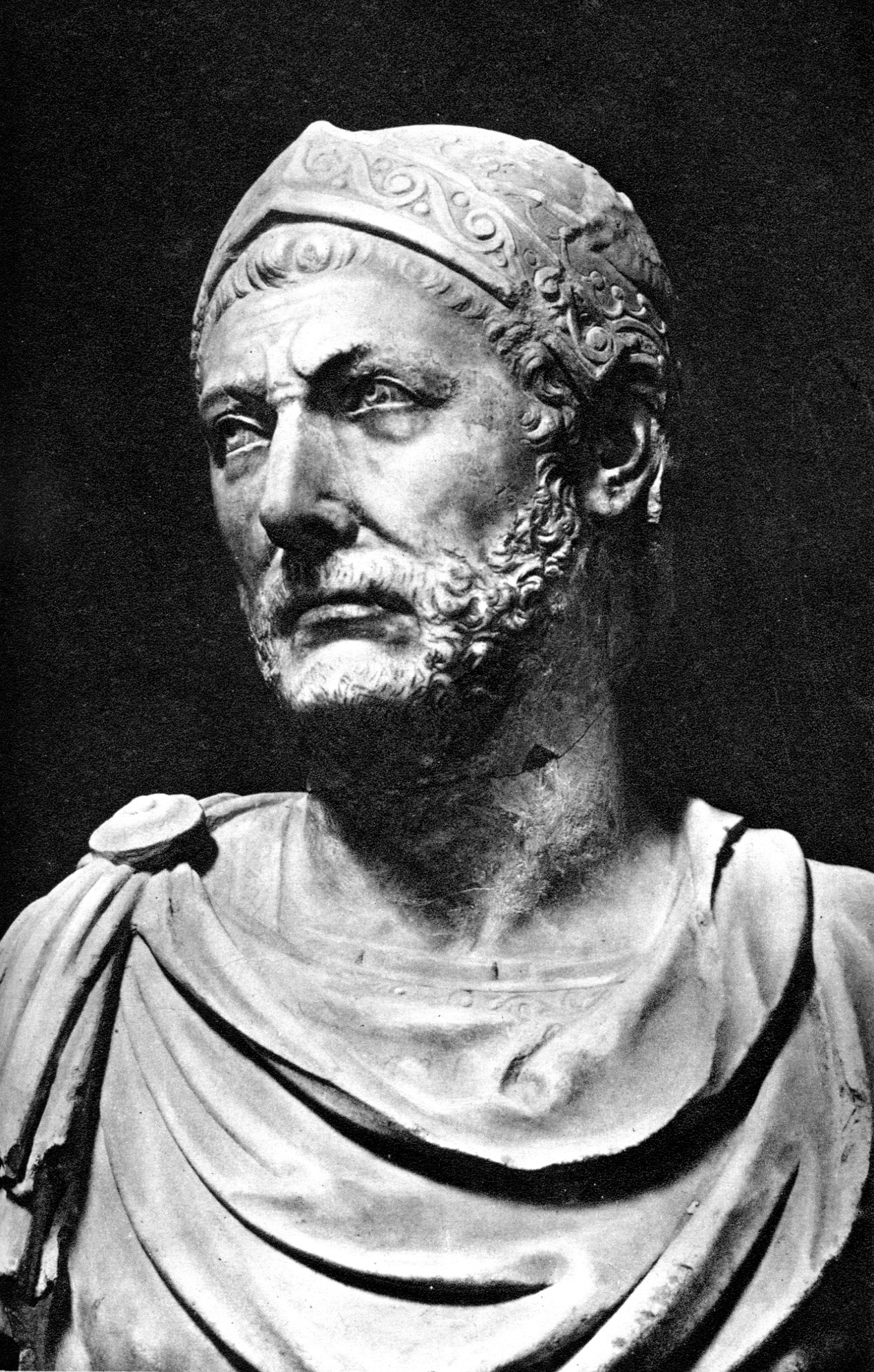
Busto di Annibale (Museo Archeologico Nazionale di Napoli), uno dei maggiori strateghi della storia antica

L'anno successivo (215 a.C.), venne affidato ancora a Marco Claudio Marcello l'esercito che stava a difesa di Nola, presso Suessula, come proconsole. Intanto il console, Quinto Fabio Massimo Verrucoso, una volta compiuti i riti di espiazione dei prodigi, passò il Volturno e condusse il suo esercito a occupare le città di Combulteria, Trebula e Austicula (da identificarsi probabilmente con Saticula), che erano passate dalla parte dei Cartaginesi. In queste città vennero fatti numerosi prigionieri fra le truppe cartaginesi e campane che le presidiavano. A Nola il senato era favorevole a schierarsi con Roma, mentre la plebe era dalla parte cartaginese e voleva consegnare la città ad Annibale. E affinché i loro tentativi risultassero vani, Fabio aveva condotto l'esercito presso i castra Claudiana, sopra Suessula. Una volta giuntovi, aveva ordinato al propretore (o proconsole) Marcello di recarsi a Nola per presidiarla con le truppe di cui disponeva. Durante l'estate, Marcello condusse frequenti incursioni nel territorio degli Irpini e dei Sanniti Caudini, mettendo tutto a ferro e fuoco, per rinnovare l'antico ricordo delle sconfitte subite nel Sannio da parte dei Romani. E così Irpini e Sanniti inviarono degli ambasciatori ad Annibale per chiederne la protezione militare. Essi si lamentavano di essere stati abbandonati dall'alleato cartaginese ai recenti saccheggi del proconsole Marcello. Il condottiero cartaginese li rincuorò, fece loro ricchi doni e promise che a breve sarebbe intervenuto. Lasciata infatti una piccola guarnigione sul Monte Tifata, con il resto dell'esercito marciò in direzione di Nola. Qui pose gli accampamenti e lo raggiunse Annone dal Bruzio con dei rinforzi e gli elefanti.
Marcello intanto aveva continuato a condurre i suoi saccheggi, ma mai in modo imprudente. Egli, infatti, dopo aver ripetutamente esplorato la zona, con la protezione di saldi presidi, aveva condotto le sue incursioni conservandosi la strada aperta per un'eventuale ritirata. Ogni azione era sempre cauta e previdente, come se egli si trovasse di fronte lo stesso Annibale. E quando il proconsole romano venne a sapere che il condottiero cartaginese marciava verso di lui, ordinò ai suoi soldati di rifugiarsi tutti all'interno delle mura di Nola, mentre permise ai senatori nolani di muoversi sulle mura in modo da osservare cosa facesse il nemico.
Due di questi senatori, Erenio Basso e Erio Pezzo, furono chiamati a colloquio da Annone, che era avanzato fin sotto le mura. Ottenuto il permesso di uscire dal proconsole Marcello, uscirono per ascoltare le richieste dell'inviato di Annibale. Il tentativo cartaginese di ottenere la resa della cittadina fu del tutto inutile, poiché i due senatori, seppure da un lato blanditi e dall'altro minacciati per la sorte che sarebbe toccata alla città in caso di rifiuto, risposero:
(Livio, XXIII, 44.1-2.)

## Battaglia
Avendo Annibale perduto la speranza di prendere Nola col tradimento, circondò la città con un cordone di soldati, pronto ad assalire le mura da ogni parte. Marcello, quando vide che l'armata di Annibale avanzava verso le mura, proruppe fuori dalla porta in modo improvviso e con grande impeto. Inizialmente i Romani ebbero la meglio per la sorpresa, poi i Cartaginesi accorsero dove si combatteva e le forze si pareggiarono. All'improvviso una pioggia violenta interruppe la battaglia e separò le schiere dei combattenti. I Cartaginesi persero trenta loro armati, mentre i Romani non subirono alcuna perdita. La pioggia cadde fino all'ora terza (9.00 del mattino) del giorno successivo, impedendo ad entrambi gli eserciti di scendere nuovamente sul campo, fino al terzo giorno.
Annibale dispose di inviare parte dei suoi soldati a depredare il territorio circostante la città. Accortosi di ciò, Marcello condusse i suoi fuori, in campo aperto, e il condottiero cartaginese non si sottrasse alla battaglia. Tra l'accampamento e la città vi erano quasi mille passi (1,5 km). In questo spazio piano i due eserciti si scontrarono nuovamente. Le forze di Marcello erano costituite da una legione e un'ala di alleati.
Da entrambe le parti si levò alto il clamore per l'imminente battaglia. Annibale allora decise di richiamare quelle truppe che erano uscite per saccheggiare i campi. I Nolani, da parte loro, rinforzarono le schiere romane, anche se Marcello preferì che non si mischiassero alle sue truppe, ma andassero a costituire una riserva strategica in caso di necessita', portando invece fuori i feriti dal campo di battaglia, astenendosi dal combattere senza un suo esplicito segnale.
La battaglia risultava incerta nel suo esito. I due comandanti incitavano i propri soldati con grande accanimento. Livio fa pronunciare al proconsole romano queste parole, per spronare i suoi:
(Livio, XXIII, 45.2-4.)
Né le lodi né le minacce servirono ad incoraggiare gli animi dei Cartaginesi, che subivano ovunque il maggior accanimento dei Romani, tanto da essere messi in fuga e dover ripiegare verso i propri accampamenti.

## Conseguenze

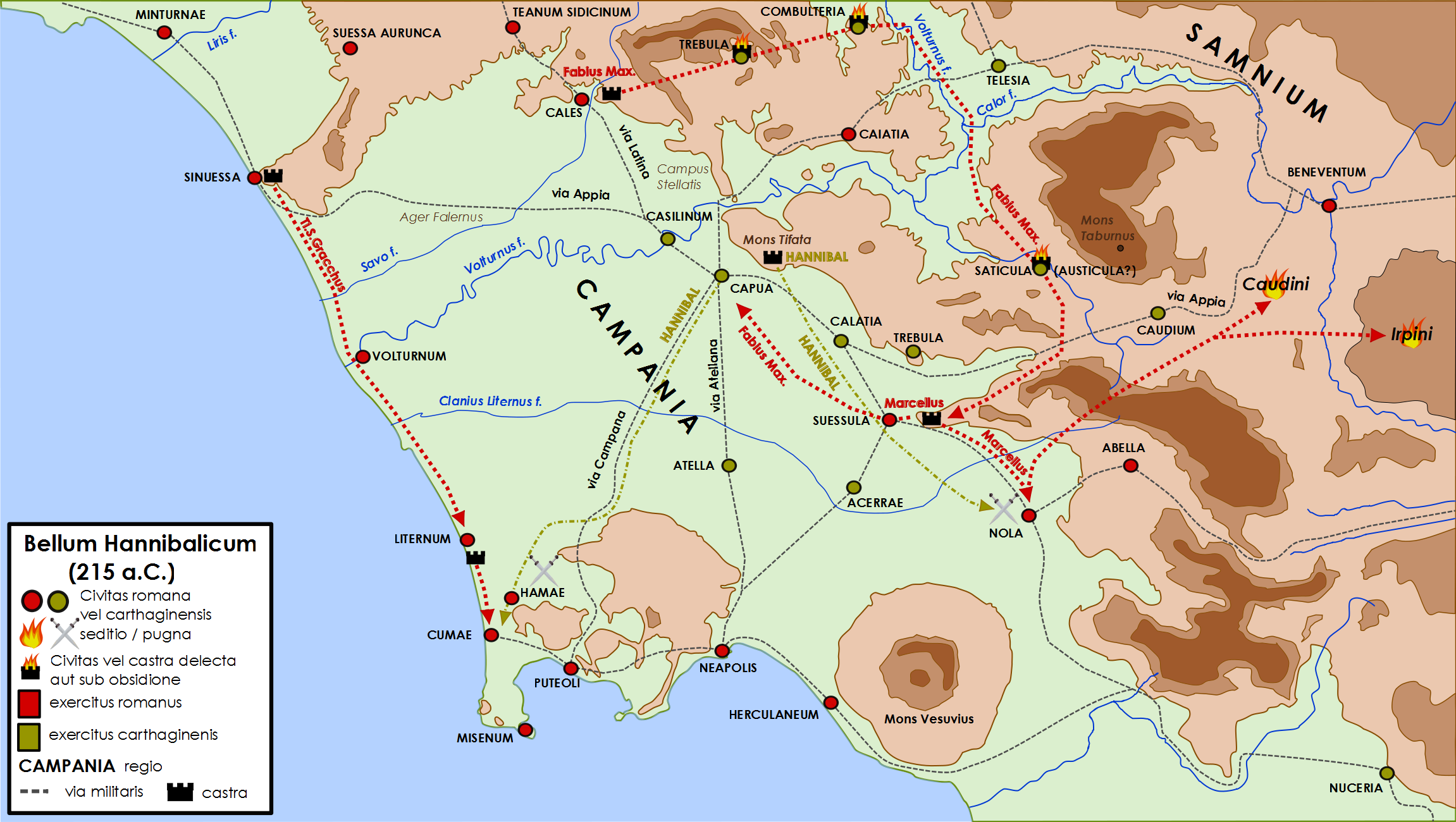
Campagna di Annibale in Campania 215 a.C.

Marcello decise allora di ricondurre i suoi soldati all'interno delle mura, anche se questi ultimi erano intenzionati a dare l'assalto al campo nemico. Anche il popolo dei Nolani, prima favorevole ai Cartaginesi, accolse i Romani in modo entusiastico. In quel giorno furono uccisi 5 000 Cartaginesi, 600 furono fatti prigionieri, 18 insegne militari e due elefanti furono catturati; dei Romani ne caddero meno di 1 000.
Il giorno dopo ci fu una tregua per seppellire i morti. Tre giorni dopo 272 tra Iberi e Numidi disertarono e passarono dalla parte dei Romani, forse spinti dall'ira o dalla speranza di un servizio militare meglio pagato. Agli Iberi in Spagna e ai Numidi in Africa venne donato al termine della guerra un appezzamento di terreno, quale premio per il loro valore.
Annibale, dopo aver rimandato Annone nel Bruzio, insieme all'armata con cui era venuto, si diresse verso gli accampamenti invernali in Apulia, ponendo il campo attorno ad Arpi.